# Vesna Perović
Vesna Perović z domu Milovčić, cyr. Весна Перовић (ur. 12 czerwca 1954 w Belgradzie) – czarnogórska polityk i prawniczka, w latach 2001–2002 przewodnicząca Zgromadzenia Czarnogóry.

## Życiorys
Córka Chorwata i Serbki. W 1977 ukończyła studia prawnicze na Uniwersytecie w Belgradzie, w 1979 zdała egzamin zawodowy. Początkowo pracowała w prokuraturze w Belgradzie, a od 1980 w Sądzie Konstytucyjnym Serbii. Po zawarciu drugiego związku małżeńskiego w 1989 przeprowadziła się do Czarnogóry. Podjęła pracę w instytucie ochrony zabytków kultury w Kotorze. Publikowała komentarze do aktów prawnych i artykuły poświęcone sądownictwu konstytucyjnemu.
W 1994 wstąpiła do Liberalnego Sojuszu Czarnogóry (LSCG), w 1997 powołana na przewodniczącą jego organizacji kobiecej. W 1998 i 2001 uzyskiwała mandat posłanki do Zgromadzenia Czarnogóry. Od czerwca 2001 do listopada 2002 sprawowała urząd jego przewodniczącego. Zasiadała także w parlamencie kolejnej kadencji (2002–2006). Stanęła w międzyczasie na czele LSCG, jednak pogrążone w kryzysie ugrupowanie zakończyło w 2005 swoją działalność. Vesna Perović zrezygnowała później z aktywności politycznej.